# Minijuego
Minijuego o subjuego es un videojuego de baja complejidad que se encuentra dentro de otro videojuego, y algunas veces en otros programas o en el sistema operativo de cualquier tipo de dispositivo. Un minijuego siempre es más pequeño y sencillo que el juego principal que lo contiene. En ocasiones son ofrecidos gratuitamente por separado para promocionar el juego principal. Por ejemplo, los incluidos en Pokémon Stadium solo precisan de apretar algunos botones en intervalos específicos, con baja complejidad. Algunos minijuegos pueden ser también fases extra o niveles secretos.

## Características de los minijuegos
Los minijuegos aparecen en los juegos como características del propio juego, como pasatiempos mientras cargan los niveles, o como huevos de Pascua. En este último caso se les suele llamar juegos secretos. En el primer caso de todos, completar con éxito los minijuegos puede o no ser necesario para terminar el juego. Los minijuegos también se dan en otros tipos de hardware, como por ejemplo en visualizadores de matriz de una máquina de pinball o incluso como pasatiempo en los semáforos como StreetPong.